# 克里斯坦人
克里斯坦人（又稱馬六甲土生葡人或葡萄牙歐亞裔）是一支居住在馬來西亞以及新加坡的葡萄牙—馬六甲混血人種。除了葡萄牙血統，由於長年的通婚，克里斯坦人亦有著不少荷蘭、英國、馬來族、華人以及坦米爾人血統。同時亦有大量馬六甲猶太人通過跨族通婚而融入到克里斯坦社區。
克里斯坦族群大概於16-17世紀，馬六甲成爲葡萄牙殖民地時形成。後代多使用一種基於葡萄牙語的克里奧爾語——克里斯坦語。現時當地政府把克里斯坦人定義為葡萄牙歐亞裔。
學界通常認爲，在葡萄牙擴張期間初期，葡萄牙婦女通常不會留在殖民地當地，因此克里斯坦社群形成於外來的葡萄牙男性（水手、士兵、商人等）與本地婦女的通婚。今天，克里斯坦人更加傾向于與華人或者印度人通婚，因爲若果與馬來族通婚，通常由於伊斯蘭教教法的規定而需要改變宗教信仰，而克里斯坦人多不願意為此而改變自身的文化及宗教認同。
“克里斯坦”一詞源于葡萄牙語"Cristão"（意思為“基督徒”）。對當地的克里斯坦社區亦有其他貶稱，例如"Gragok"（源于葡萄牙語 camarão，意思為“蝦”——映射克里斯坦人傳統上為漁民）。克里斯坦人則多自稱 Gente Kristang （葡萄牙語，信奉基督的人）。

## 历史

### 葡萄牙占領時期
馬六甲16世紀葡萄牙海外擴張期間主要的目的地之一。該地之後卒之成爲葡萄牙帝國的一部分。第一批葡萄牙人在1507年在馬六甲登陸马六甲，古馬來文獻《馬來紀年》將葡萄牙人稱之爲“白種孟加拉人”，因爲葡萄牙人令當地人聯想起同是商人的孟加拉人，衹不過皮膚顔色比後者更爲白暫。早年，當地馬來人將葡萄牙人稱爲 Serani （馬來語，意思為基督徒）。 
文獻記載葡萄牙人登陸馬六甲時，錯把花環戴在了當地蘇丹的頭上，此舉被視爲大不敬於是前者被當局扣押。1511年，葡萄牙艦隊從印度出發解放了被扣押的葡萄牙人，同時占據了馬六甲。
彼時，由於諸多針對女性船員的迷信，以及好望角航綫附近的危險因素，葡萄牙婦女被禁止出海。1511年葡萄牙占領馬六甲後，葡萄牙印度殖民地總督亞豐素雅布基出臺政策，鼓勵出海人士與當地婦女通婚。爲了鼓勵更多葡萄牙男子定居當地，葡萄牙國王對出海並與當地人通婚的國民授予自由人地位以及免稅優惠。在亞豐素雅布基的鼓勵下，跨族婚姻蓬勃發展，并且截至1604年就有200多樁此類通婚記錄在案。通過創建更多混血家庭，葡萄牙人在當地建立了更多社區，其後代亦順理成章地成爲天主教徒，對葡萄牙國王效忠。

### 荷佔時期
1641年，馬六甲被崛起的海上强國荷蘭所占領。時逢葡萄牙本土的葡萄牙王政復古戰爭，該戰結束了其長達60年與西班牙的共主邦聯（1580-1640）。彼時馬六甲與葡萄牙本土幾乎所有的政治接觸皆被切斷，大量葡萄牙後裔以戰俘的身份，被流放至荷蘭東印度公司的首府耶加達。但是馬六甲與其舊時宗主國葡萄牙的貿易關係一直延續至今日。
儘管1641年起葡萄牙失去了對馬六甲的控制，但是留在當地的克里斯坦社區依然保持著自己的傳統、天主教信仰以及葡萄牙語。部分荷蘭裔天主教徒亦在此期間融入至克里斯坦社區。

## 現狀
現時，克里斯坦社區依然與葡萄牙本土保持著密切語言文化聯係，尤其是與葡萄牙米尼奧省，很多早年的出海人士都出身此地。克里斯坦人依然堅持在禮拜時使用葡萄牙語，當地的馬來人亦習慣稱他們為“葡萄牙人”。由於學校并不教授克里斯坦語言，因此該語亦近乎滅絕。
與泰裔馬來西亞人一道，克里斯坦人亦一定程度上被大馬政府認定為馬來西亞土著。
葡萄牙村落是馬六甲一個較大的克里斯坦人聚居點。建立於1933年，目前正在蓬勃發展，同時亦起著保護其文化傳統的作用。現時葡萄牙村落正逐漸從一條貧窮的漁村轉型為當地一個主要旅游景點，以幫助當地人增收。

## 文化

### 釣魚
自葡萄牙殖民時期開始，克里斯坦人便聚居在海邊。釣魚一直都是克里斯坦人文化的一個重要組成部分。儘管現在漁業僅僅佔其社群收入的10%，但是依照會很多人會以釣魚為副業，或者作爲悠閑消遣活動。

### 音乐和舞蹈
克里斯坦人的音樂舞蹈都從葡萄牙的民間藝術傳承而來，主要著名的有Branyo，Farrapeira等。最著名的一首Branyo舞曲 Jingkli Nona 甚至被認爲是非官方的葡萄牙裔馬來人“國歌”。

### 飲食
克里斯坦的飲食深受當地影響。通常有燉菜、豬肉、米飯、海鮮等。比較著名的菜餚有Cari Debal等。和新加坡及馬來西亞其他亞歐混血後裔一樣，克里斯坦人亦習慣直接用手進食，而不使用餐具。

### 名字
克里斯坦人傳統上都使用葡萄牙姓氏，而名稱則為葡萄牙姓名，或者帶有基督教色彩的姓名。比較常見的葡萄牙形式有 Fernandes, Lopes, Santa Maria, Siqueira, De Costa, Pereira, Teixeira, Gomes以及Pinto。

## 宗教
一般而言克里斯坦人都是羅馬天主教基督徒，聖誕節是一年最重要的日子。和世界上其他說葡萄牙語的天主教社群一樣，克里斯坦人同樣慶祝六月底一系列的聖人曆節日，6月24日開始的聖約翰節開始，一直到6月29日的聖彼得節結束（聖彼得通常被天主教會認爲是漁人的主保聖人）。

## 名人
- 安东尼·弗朗西斯·费南德斯：企業家，曾任亞洲航空公司行政總裁。